# 何义思
何义思（Ruth Howe Hitchcock，1892年—1984年）美国女传教士。 
何义思在美國加州长大，就读于史丹福大學。1915年前往中国广东省南海县西樵的官山传教。她來華傳道沒有差會的支持，依靠亲友捐助，成立希伯崙會（Hebron Mission），陆续建立了禮拜堂、小學、孤兒院，并开办花邊館，帮助妇女勤工俭学。1949年以后，何义思被驱逐返回美國。但是在1955年，又重返香港，出任建道神學院講師。1956年，希伯崙堂在香港九龍恢复，后来加入宣道會。  